# Els Nínxols
Els Nínxols és una obra del municipi d'Osor a la comarca de la Selva) inclosa a l'Inventari del Patrimoni Arquitectònic de Catalunya. Es va construir als anys 50 del segle xx, quan es va arranjar la carretera que duu a Sant Hilari de Sacalm.

## Descripció
Els Nínxols són just a la sortida del poble, en direcció Sant Hilari Sacalm. Els Nínxols s'aixequen en el congost de la carretera que uns metres més endavant es desdobla en dues - una que ens porta a Sant Hilari seguint tot recte, i l'altra que ens porta al Santuari de la Mare de Déu del Coll, travessant el Pont dels Soldats-.
Els Nínxols van ser construïts amb el propòsit d'evitar els despreniments i esllavissades de roques, procedents de la muntanya. Els Nínxols s'han traduït físicament a la pràctica en dues fileres d'arcades superposades d'uns 100 metres d'allargada aproximadament, de silueta no plana sinó semicircular adaptant-se així a la morfologia de la muntanya, amb la part central sensiblement repujada.
Els Nínxols es troben estructurats en dues fileres perfectament diferenciades: en la filera de baix la sageta (alçada) prima per sobre la llum (amplada), mentre que en la filera superior succeeix tot el contrari, ja que els arcs s'han fet més robustos guanyant en amplitud, però tanmateix perdent en alçada.
Pel que fa al tema dels materials prima per sobre de tot dos: per una banda la pedra present en tot l'esquelet o bastida. Mentre que per l'altra el ciment, present en les arcades i en les voltes.